# (229776) 2008 ME2
(229776) 2008 ME2 es un asteroide perteneciente al cinturón de asteroides, región del sistema solar que se encuentra entre las órbitas de Marte y Júpiter.
Fue descubierto el 24 de junio de 2008 por el equipo del proyecto Spacewatch desde el observatorio Nacional de Kitt Peak.

## Designación y nombre
Designado provisionalmente como 2008 ME2.

## Características orbitales
(229776) 2008 ME2 está situado a una distancia media del Sol de 2,300 ua, pudiendo alejarse hasta 2,614 ua y acercarse hasta 1,986 ua. Su excentricidad es 0,136 y la inclinación orbital 7,609 grados. Emplea 1274,20 días en completar una órbita alrededor del Sol.
Pertenece a la familia de asteroides de (4) Vesta.

## Características físicas
La magnitud absoluta de (229776) 2008 ME2 es 17,39. 